# 舞台設計師
舞台設計師是指在戲劇或舞蹈等表演藝術中擔任設計舞台空間的人。
舞台設計師屬於藝術家的範疇，是戲劇、舞蹈等綜合藝術中的一個部門。職責是製作出舞台佈景。透過演員、舞者（舞蹈家）等表演者在舞台設計師所設計的空間內表演，作品才達到最終的完成。
舞台設計師的工作步驟首先是讀熟文本，而後一邊與導演及其他工作人員進行反覆討論，再漸漸地建構出舞台佈景的設計。